# Camponotus atriceps
Camponotus atriceps é uma espécie de inseto do gênero Camponotus, pertencente à família Formicidae.

## Subespécies
- Camponotus atriceps atriceps
- Camponotus atriceps nocens